# Quercus michauxii
La Quercus michauxii (Nuttall, 1818) è un albero appartenente alla famiglia delle Fagaceae, diffuso in America settentrionale.
È originario delle paludi e delle zone umide negli Stati Uniti sudorientali e centro-occidentali, e si trova principalmente negli stati costieri che vanno dal New Jersey al Texas, nell'entroterra principalmente nella valle del Mississippi-Ohio fino all'Oklahoma, Missouri, Illinois e Indiana.